# Districtul Cascade
Cascade este un district  în Seychelles, situat pe insula Mahé.